# موسی چلیک
موسی چلیک (انگلیسی: Musa Çelik؛ زادهٔ ۱۱ آوریل ۱۹۸۳) بازیکن فوتبال اهل ترکیه است.
از باشگاه‌هایی که در آن بازی کرده‌است می‌توان به باشگاه فوتبال اوردینگن ۰۵ و باشگاه فوتبال گیرسون اسپور اشاره کرد.